# San Francisco Giants
Die San Francisco Giants sind eine US-amerikanische Baseballmannschaft. Sie spielen in der West Division der National League in der Major League Baseball. Von ihrer Gründung 1883 bis zu ihrem Umzug nach San Francisco im Jahr 1958 war das Franchise in New York City beheimatet.
Die Giants konnten bislang acht Mal die World Series gewinnen, zuletzt 2014 und sind mit 23 League-Championchips-Siegen Rekordhalter der National League.

## Geschichte der New York Gothams/Giants

### Die Anfänge in New York und die Ära John McGraw
Die San Francisco Giants wurden von John B. Day und Jim Mutrie gegründet. Die New York Gothams (wie die Giants ursprünglich getauft wurden), traten 1883 der National League (NL) bei, da der andere New Yorker Klub, die Metropolitans, in der American Association spielten. Fast die Hälfte der Spieler kamen von den Troy Trojans, die ihren Platz in der NL an die Gothams abgaben. Deshalb kann man sagen, die Trojans sind der Vorgänger der Gothams/Giants.
Da die Metropolitans das damals erfolgreichere Team waren, kauften Day und Mutrie wichtige Spieler für die Gothams und gewannen 1888 prompt die Meisterschaft der National League. Gegen die St. Louis Browns wurde dann eine verfrühte Version der World Series gewonnen. 1889 wurde dieser Erfolg nochmals bestätigt, man gewann die World Series gegen die Brooklyn Bridegrooms. Nach einem besonders spektakulären Sieg kam Jim Mutrie (er war zu dieser Zeit Manager der Mannschaft) in die Kabine gestürmt und sagte: „My big fellows, my Giants!“ („Mein großartiges Team, meine Giganten!“) Der Name Giants war geboren.

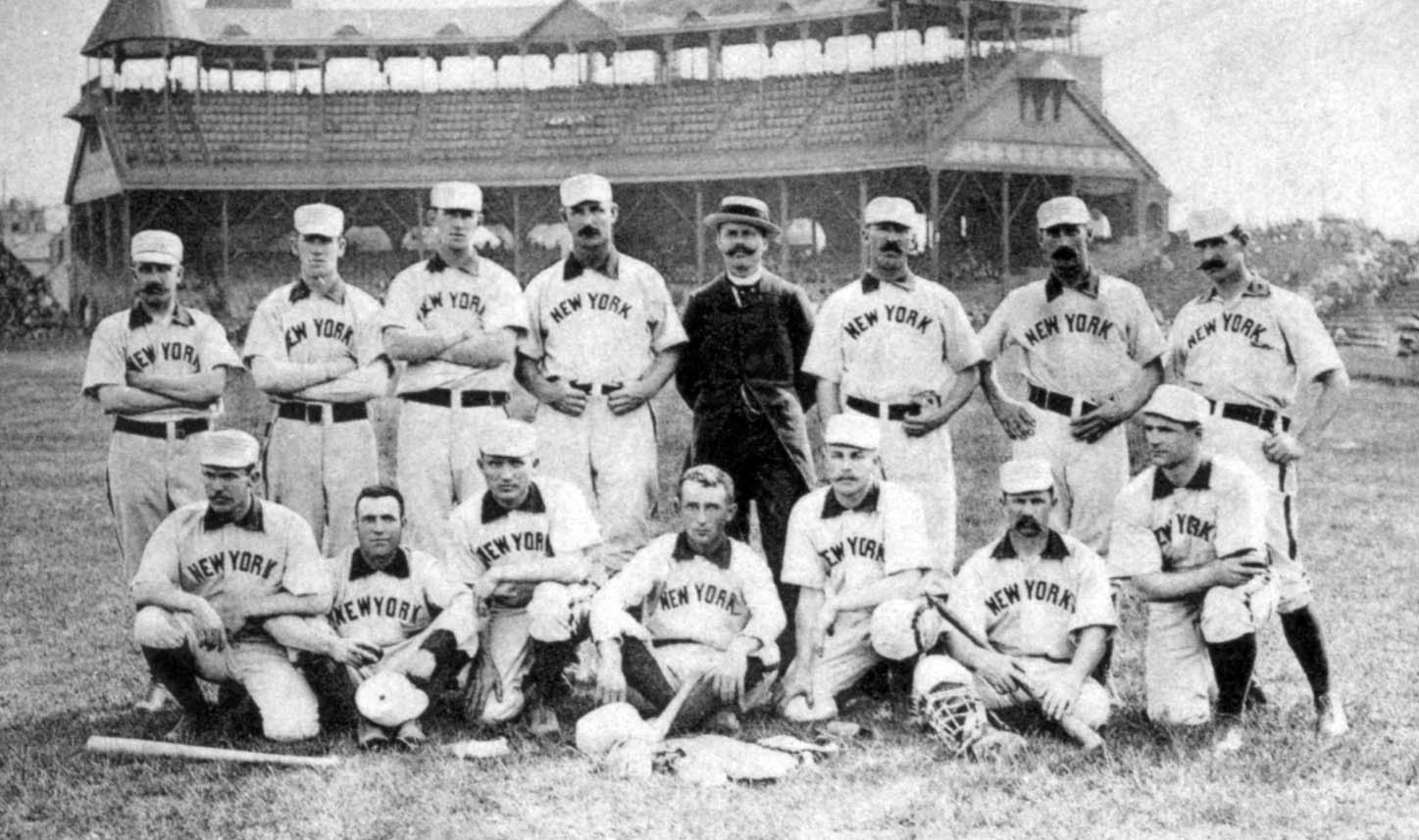
Die New York Giants von 1888

Das Stadion der Giants, die Polo Grounds, stammte aus dieser frühen Ära, und befand sich nördlich des Central Parks neben der 5. und 6. Avenue und der 110. und 112. Straße in New York City, in direkter Nachbarschaft zu dem Viertel Harlem. Nach der Räumung des Geländes nach der Saison 1888 zogen die Giants in die Polo Grounds II, das zwischen der 155. und der 159. Straße in der Nachbarschaft von Harlem und den Washington Heights lag. Dieses Gelände sollten sie bis zu ihrem Umzug 1958 nach San Francisco nicht mehr verlassen.
Nachdem Andrew Freedmann, der als schlechtester Besitzer der Welt bekannt wurde, die Giants übernahm, wechselte das Glück die Seiten. Die Saison 1902, die bis heute schlechteste Saison der Giants endete mit einem Rückstand von 53,5 Spielen auf den Meister. Danach verpflichtete Freedmann John McGraw als Spieler und Manager. McGraw managte die Giants drei Jahrzehnte und führte das Team in dieser Zeit zehnmal zum NL-Titel und dreimal zur World Series.
Am Erfolg der Giants hatten zu dieser Zeit Spieler wie Mickey Welsh, Roger Connor, Tim Keefe, Jim O’Rourke und Monte Ward teil, der 1890 als Anwalt der Spieler die abtrünnige Spielergewerkschaft gründete, die gegen unfaire Verträge vorging. McGraw formte in diesen Jahren auch viele Spieler zu Stars: Christy Mathewson, „Iron Man“ Joe McGinnity, Bill Terry, Jim Thorpe, Mel Ott, Casey Stengel und Red Ames, um nur einige der Spieler zu nennen.
Die Giants unter McGraw verpassten ihre Chance auf ersten modernen World-Series-Titel, da sie 1904 die Finalserie gegen die Boston Americans (heute Boston Red Sox) boykottierten. McGraw meinte die American League (AL) sei nur eine etwas bessere Minor League. Der Grund war, dass der New Yorker Stadtrivale, die New York Highlanders, aussahen wie der sichere Gewinner der AL, doch im letzten Spiel der Saison wurden sie noch von den Americans abgefangen. Die Giants blieben aber bei ihrer Ablehnung gegen den AL-Champion zu spielen. Eine kleine Randanekdote: McGraw war vor seiner Zeit als Giants Manager zwei Jahre Manager bei den Highlanders (damals die Baltimore Orioles).
Der damalige Besitzer der Giants, John T. Brush, unternahm Anstrengungen, das Format und die Regeln der World Series zu reformieren. Im Jahr 1905 gewannen die Giants ihren ersten modernen World-Series-Titel gegen die Philadelphia Athletics (heute Oakland Athletics). In dieser Serie glänzte damals Christy Mathewson, der fast im Alleingang die Serie entschied. Dies war das letzte Mal, dass sich die Giants in der Postseason gegen die As durchsetzen konnten.
Die weiteren Jahre waren sehr frustrierend für die Giants. Im Jahr 1908 waren sie in der NL gleichauf mit den Chicago Cubs. In einem Entscheidungsspiel zwischen den beiden sollte der NL-Champ gekürt werden. Überschattet wurde das Postgame von einer Nachricht, ein Verantwortlicher der Giants habe versucht, den Umpire Bill Klem zu bestechen. Doch Klem war ehrlich und verweigerte so die Manipulation des Spiels, welches die Giants in den Extra Innings verloren. Mit dieser World Series gewannen dann die Cubs ihren bis 2016 letzten Titel.
In den Jahren 1911 bis 1913 fehlte das Glück, die Giants verloren drei World Series in Folge: 1911 und 1913 gegen die A’s, 1912 gegen die Boston Red Sox. 1917 wurde abermals die World Series verloren, diesmal gegen die Chicago White Sox (deren letzter Titel bis 2005). Zwischen 1921 und 1924 standen die Giants in vier World Series, gewannen 1921 und 1922 gegen die New York Yankees, gegen die die Serie 1923 verloren ging, 1924 verlor man die Serie gegen die Washington Senators (Minnesota Twins).

### 1930–1957 – fünf National-League-Titel in 28 Jahren
McGraw gab das Team 1932 in die Hände von Bill Terry, der zehn Jahre lang als Spieler und Manager die Geschichte der Giants mitprägte. In dieser Zeit gewannen sie drei NL-Titel (1933, 1936 und 1937) und einmal die World Series (1933) gegen die Washington Senators.
Neben Terry waren Mel Ott und Carl Hubbell, einer der wenigen Pitcher, die den Screwball in ihrem Repertoire hatten (zusammen mit Christy Mathewson und Fernando Valenzuela). Hubbell, der auch als „King Carl“ oder als „The Meal Ticket“ bekannt ist, nahm während des All-Star-Games fünf Hall-of-Famer hintereinander aus dem Spiel: Babe Ruth, Lou Gehrig, Jimmie Foxx, Al Simmons und Joe Cronin.
Mel Ott beerbte Terry als Manager, doch wegen des Zweiten Weltkrieges gab es große Probleme den Ligabetrieb aufrechtzuerhalten. 1948 übernahm Leo Durocher das Ruder bei den Giants. Diese Verpflichtung führte zu einigen Verwirrungen, denn Durocher war zuvor Manager bei den Brooklyn Dodgers (heute Los Angeles Dodgers) und wurde 1947 wegen illegalen Glücksspiels verurteilt. Er wurde dann bei den Dodgers suspendiert und ein Jahr später erhielt er die Freigabe für die Giants. Er war Manager bis 1955 und unter seiner Führung gewannen die Giants 1954 die World Series gegen die Cleveland Indians.

#### Bobby Thomson – „The Shot Heard ’Round the World“ (1951)
Einer der größten Momente der Giants-Geschichte und vielleicht einer der schönsten war der Walk-Off-Homerun von Bobby Thomson, der den Giants 1951 den NL-Titel brachten. Das Spiel war das dritte und letzte der Three-Game-Series und eine der spannendsten Aufholjagden der MLB-Geschichte um den NL-Titel. Die Giants waren im August 13,5 Spiele hinter den Brooklyn Dodgers. Doch mit einem Endspurt, in dem 37 der letzten 44 Spiele der Saison gewonnen wurde, darunter 16 in Folge, wurden die Dodgers am letzten Spieltag der regulären Saison doch noch eingeholt. Die Giants hatten den NL-Titel gewonnen.

#### Willie Mays – „The Catch“ (1954)
Im ersten Spiel der World Series 1954 in den Polo Grounds schaffte Willie Mays „The Catch“. Einen dramatischen over-the-shoulder-Catch (über die Schulter) eines Linedrives von Vic Wertz tief ins Centerfield der den Sieg für die Cleveland Indians bedeutet hätte. Doch durch den Catch gewannen die Giants, die als Außenseiter in die Serie gingen, die World Series mit vier Siegen in Folge.

### Der Umzug nach San Francisco
Auf der Suche nach einem neuen Stadion, das alte war langsam baufällig, wurde überlegt, nach Minneapolis zu ziehen. Doch dann kam San Francisco ins Spiel. Trotz Einwände der Anteilseigner der Giants führte Hauptaktionär Horace Stoneham Verhandlungen mit dem Bürgermeister der Stadt San Francisco George Christopher. Zur selben Zeit warb der Dodgers-Eigner Walter O’Malley für den Umzug der Dodgers nach Los Angeles. Da O’Malley ein weiteres Team an der Westküste brauchte, drängte er Stoneham zum Umzug nach San Francisco. Im Sommer 1957 gaben beide Teams ihren Umzug nach Kalifornien bekannt. Damit gingen in New York die goldenen Baseballzeiten zu Ende.
Erst 1962 kam mit den neu gegründeten New York Mets ein zweites Team zu den New York Yankees. Die Mets spielen seit damals ebenfalls in der NL. Die Mets übernahmen das orange Logo der Giants sowie die Farbe Blau der Dodgers.

### Die Manager der New York Gothams/Giants
| Jahr            | Manager        |
| --------------- | -------------- |
| 1883            | John Clapp     |
| 1884            | Jim Price      |
| 1884, 1893–1894 | Monte Ward     |
| 1885–1891       | Jim Mutrie     |
| 1892            | Pat Powers     |
| 1895, 1900–1901 | George Davis   |
| 1895            | Jack Doyle     |
| 1895            | Harvey Watkins |
| 1896            | Arthur Irwin   |
| 1896–1898       | Bill Joyce     |
| 1898            | Cap Anson      |
| 1899            | John Day       |
| 1899            | Fred Hoey      |
| 1900            | Buck Ewing     |
| 1902            | Horace Fogel   |
| 1902            | Heinie Smith   |
| 1902–1932       | John McGraw    |
| 1932–1941       | Bill Terry     |
| 1942–1948       | Mel Ott        |
| 1948–1955       | Leo Durocher   |
| 1956–1957       | Bill Rigney    |

## Die Geschichte der San Francisco Giants
In San Francisco konnten die Giants lange nicht an die Erfolge in New York anknüpfen. Nach dem Umzug konnte jahrzehntelang, bis zum Titelgewinn 2010, keine World Series mehr nach San Francisco geholt werden.

### 1958–1962 – Seals Stadium und Candlestick Park
Die ersten beiden Jahre in San Francisco spielten die Giants im Seals Stadium. In diesen Jahren kam der Rookie des Jahres jeweils von den Giants: 1958 Orlando Cepeda und 1959 Willie McCovey. 1960 zogen die Giants in den Candlestick Park, der im Südosten der Stadt mit Blick über die Bay liegt. Der Candlestick Park war für seine Wetterkapriolen bekannt. Die heftigen Winde, das kalte Wetter und der dichte Nebel sorgten für einige irreguläre Spiele. Ein Höhepunkt war das All-Star-Spiel 1961. Nahezu während des ganzen Spiels war das Wetter für ein Baseballspiel perfekt, doch im 9. Inning kam ein Sturm auf. Der Relief Pitcher der Giants, Stu Miller, wurde während eines Pitches von einer Windböe erwischt, die ihn von Pitchers Mound wehte, sodass er einen Balk produzierte, was ihm die Legende vom Pitcher einbrachte, der von seinem Hügel geweht wurde.

#### Die World Series 1962
1962, nach einem Titelrennen gegen die Dodgers, welches darin resultierte, dass die Giants in den Playoffs waren und später in die World Series einzogen, unterlag man den New York Yankees mit 4:3. Im siebten und entscheidenden Spiel in San Francisco lagen die Giants in der unteren Hälfte des 9. Innings 1:0 zurück. Mit Matty Alou auf der ersten Base und zwei out war Willie Mays am Schlag. Er schlug ein 2-Base Hit in Richtung Right-field-Line. Der Rightfielder der Yankees Roger Maris nahm den Ball auf und verhinderte mit einem schnellen und guten Wurf ins Infield den möglichen Ausgleich durch Matty Alou. Mit zwei Spielern auf der 2. und 3. Base kam nun Willie McCovey an den Schlag. McCovey schlug einen Linedrive direkt auf den 2nd Basemen der Yankees, Bobby Richardson, der den Ball direkt aus der Luft fing. Das Pech der Giants war, dass Richardson nicht an seinem üblichen Platz im Spielfeld stand, sondern kurz vor dem Schlag die Schritte wählte, die ihm die optimale Position zum Fangen des Balls brachten. Der Erfinder der Peanuts, Charles Schulz, verarbeitete diesen Spielzug in einem seiner Comicstrips. In einer Szene des Strips vom 22. Dezember 1962 sitzen Charlie Brown und Linus zusammen, und Charlie schreit zum Himmel: „Why couldn’t McCovey have hit the ball just three feet higher?“ („Wieso schlug McCovey den Ball nicht 3 Fuß höher?“). Einige Wochen später dieselbe Szene, nur schrie Charlie nun „Or why couldn’t McCovey have hit the ball just two feet higher?“

### 1963–1985 – Immer nur die Brautjungfer, aber nie die Braut
Obwohl man bis 1989 nicht mehr an einer World Series teilnehmen sollte, gingen einige Hall-of-Famers aus dem Team hervor. Gaylord Perry, der einen No-Hitter im Jahre 1968 warf, sowie Juan Marichal, der einen besonderen Pitchingstil hatte – er machte jedes Mal einen übergroßen Schritt. Willie McCovey gewann den Titel als MVP der National League 1969 und Willie Mays schlug den 600. Homerun seiner Karriere im selben Jahr.
Die nächste Playoff-Teilnahme sollte erst 1971 erfolgen. Nach dem Gewinn der Division unterlagen sie im NLCS gegen die Pittsburgh Pirates mit Roberto Clemente, die anschließend die World Series gegen die Baltimore Orioles gewinnen sollten. Einige Spieler der Giants sollten in dieser Zeit bei anderen Teams zu Ehren kommen. Spieler wie Garry Maddox, George Foster, Dave Kingman und Gaylord Perry. Aber auch zwei weitere Rookie-of-the-Year-Awards gingen an die Giants, 1973 an Gary Matthews Sr. und 1975 an John Montefusco.
1976 standen die Giants kurz vor dem Umzug nach Toronto, Bob Lurie der neue Besitzer, aber hielt das Team in San Francisco. Ein Jahr später wurden die Blue Jays in Toronto gegründet. Trotzdem blieb die Angst der Giantsfans, dass das Team die Stadt verlassen könnte. Der Rest der 1970er war nicht erfolgreich. In keiner Saison war man besser als der dritte Platz der Division. Dieser wurde 1978 mit Hilfe von Jack Clark und Vida Blue geholt, fast die ganze Saison war man Erster, doch am Ende wurde man von den Los Angeles Dodgers noch eingeholt.
1981 stellten die Giants als erstes Team der National League einen schwarzen Manager ein, Frank Robinson. Robison war vier Jahre Manager, hatte aber keinen Erfolg mit den Giants. 1981 hatte man gerade einen Schnitt von 0,505. Man gewann ein Spiel mehr als man verlor. 1982 verstärkte sich das Team mit Joe Morgan und Reggie Smith und war lange Zeit mit den Dodgers und den Braves im Rennen um den NL-Titel. Morgan war dann der Spieler, der gegen die Dodgers einen Homerun schlug, der die Braves zum NL-West-Champion machte.
1984 waren die Giants Gastgeber des All-Star-Games im Candlestick Park. 1985 verloren die Giants erstmals und zum bisher letzten Mal 100 Spiele in einer Saison und Besitzer Bob Lurie verpflichtete Al Rosen als neuen Manager. Unter Rosens Führung brachten die Giants einige vielversprechende Rookies hervor, so z. B. Will Clark und Robby Thompson, und hatten in ihren Zugängen manch glückliches Händchen. Spieler wie Kevin Mitchell, Dave Dravecky, Candy Maldonado und Rick Reuschel spielten in dieser Zeit für die Giants.
Von 1985 bis 1992 war Roger Craig der Team-Manager. In den ersten fünf Jahren seiner Tätigkeit hatten die Giants keine Saison mit einem negativen Record.

### 1986–1999 – Tiefpunkt und Wiederauferstehung
Unter Craigs Führung gewannen die Giants 86 Spiele in der Saison 1986 und 1987 den Divisionstitel. Das Team verlor aber die NLCS gegen die St. Louis Cardinals in sieben Spielen. Der Lichtblick der Serie war, dass der Outfielder der Giants Jeffrey Leonard zum MVP der Serie ernannt wurde, obwohl er dem unterlegenen Team angehörte.

#### 1989
Obwohl während der Saison 15 verschiedene Starting Pitcher ihr Glück versuchten, konnte das Team den NL-Titel holen. Die wichtigsten Spieler waren dabei die Pitcher Rick Reuschel und Scott Garrelts und die Hitter Kevin Mitchell (der MVP der NL) und Will Clark. Clark war der MVP der NLCS, in der er einen Batting Average von 0,650 hatte, 8 RBIs und einen Grand Slam schlug. In den Spielen zur NLCS wurden die Cubs 4:1 geschlagen. Im Bottom des 8. Innings bei vollen Bases kam Clark an den Schlag gegen Mitch Williams, der bekannt war für seinen harten Wurfarm. Der erste Pitch war ein Strike, den zweiten schlug er zum Foul, der dritte war ein Ball, bei einem Stand von 1:2 schlug er zwei weitere Foulbälle. Den sechsten Pitch verwandelte er in einen Linedrive, welcher zwei Runs für die Giants brachte. Im Top des 9. Innings gab der Pitcher der Giants Steve Bedrosian noch einen Run ab. Als Ryne Sandberg einen Ball ins Infield schlug, wurde er vom 2nd Basemen Robby Thompson zu 1st Basemen Will Clark zum letzten und entscheidenden Aus geworfen. Die Giants hatten nach 27 Jahren wieder den NL-Titel gewonnen und standen in der World Series.
Nachdem die Cubs besiegt wurden, stand man den Oakland Athletics, in der „Bay Bridge Series“ gegenüber. Die World Series 1989 wurde zehn Tage unterbrochen, da am Tag des 3. Spiels im Candlestick Park ein Erdbeben die Stadt San Francisco erschütterte. Doch auch die Unterbrechung half nicht, Oakland gewann glatt mit 4:0.

#### 1992
Nach der Niederlage in der World Series 1989, suchte man nach einer neuen Möglichkeit wegen eines neuen Stadions in San Francisco, doch dieses war ohne Erfolg, und so war der Fortbestand der Giants in Kalifornien gefährdet. Nach der Saison 1992 wollte Bob Lurie, der die Giants 1976 vor einem Umzug nach Toronto gerettet hatte, das Team verkaufen. Eine Gruppe von Investoren um Vince Naimoli wollte das Team kaufen und nach St. Petersburg, Florida umsiedeln. Die MLB blockierte den Plan jedoch und ebnete somit den Weg, das Team in Kalifornien zu lassen. Eine Eigentümergruppe um Peter Magowan, der ehemalige Geschäftsführer der Firma Safeway, kaufte das Team.
Nach dem Verhindern des Umzuges wollte Magowan etwas für das Vertrauen der Fans ins Team tun. Noch bevor er einen neuen Manager verpflichtete oder sich als neuer Besitzer vorstellte, verpflichtete er den Free-Agent Barry Bonds von den Pittsburgh Pirates. Wohl eine der wichtigsten Verpflichtungen, die jemals von den Giants getätigt wurden.

#### 1993
Die Barry-Bonds-Ära startete damit, dass Bonds den dritten MVP-Titel seiner Karriere holte. Die Werte dieses Jahres: 46 Homeruns, 129 Runs, 123 RBIs, .336 Batting Avg., alles Karriere-Bestwerte. Auch mit seiner Hilfe wurde das erste Jahr von Dusty Baker als Manager zu einem sehr guten Jahr, mit einem Record von 103:59 Spielen. Damit wurde Baker zum Manager des Jahres gekürt. Trotzdem wurde man nur Zweiter der NL West mit einem Spiel Rückstand auf die Atlanta Braves, die trotz eines Rückstandes von zwischenzeitlich zehn Spielen noch die Giants einholten.
In ihrem letzten Saisonspiel mussten die Giants gegen die Dodgers gewinnen, um in ein Entscheidungsspiel gegen die Braves zu kommen, doch Rookie-Pitcher Salomón Torres gab drei Runs in den ersten vier Innings ab und die Giants verloren mit 12:1. Nachdem die MLB entschied in der Saison 1993 je Liga eine Wildcard zu vergeben, schrieb New-York-Times-Kolumnist Dave Anderson und traf damit den Nerv vieler Baseballfans: Dieser Zweikampf sei der letzte echte Titelkampf gewesen.

#### 1994–1996
Diese Jahre waren nicht gut für die Giants, auch wegen des Spielerstreiks 1994, dem die World Series zum Opfer fiel. Der Streik kostete Matt Williams die Möglichkeit, den alten Single-Season-Homerun-Rekord von Roger Maris zu knacken. Williams war zum Zeitpunkt des Streiks auf bestem Wege, mehr als 60 Homeruns zu schlagen, und noch 47 Spiele wären zu spielen gewesen. 1995 und 1996 waren die Giants jeweils Letzter der NL West, bedingt durch Verletzungen und Krankheiten. Der einzige Lichtblick in dieser Zeit war Barry Bonds in der Saison 1996. Er wurde Mitglied des 40-40-Clubs mit 42 Homeruns und 40 gestohlenen Bases. Auch Rookie Bill Mueller mit einem Batting Avg. von .330 in 66 Spielen ließ Hoffnung aufkommen.

#### 1997
Diese schlechten Zeiten veranlassten die Teamführung, Brian Sabean als Nachfolger von Bob Quinn als General Manager zu verpflichten. Noch bevor dessen Verpflichtung bekannt gegeben wurde, wurde in MLB-Kreisen gemunkelt, Sabean sei schon in den Transfer von Kirk Rueter von den Montreal Expos zu den Giants involviert. Seine Amtszeit begann damit, dass er in seiner ersten offiziellen Handlung als GM die Giants Fans schockte. Er transferierte Matt Williams im Tausch mit anderen Spielern nach Cleveland, was von Zeitungen als „Einkaufen von Ersatzteilen“ bezeichnet wurde. Auf die Kritik entgegnete er: „Ich bin nicht hier, um ein Idol zu sein, ich bin hier, um einen Plan durchzuziehen“. Sabean hatte recht, denn die Spieler, die er für Williams tauschte, Jeff Kent, José Vizcaíno, Julián Tavárez und Joe Roa plus eine Million US-Dollar, die benutzt wurden, um Darryl Hamilton zu verpflichten, sowie die anschließende Verpflichtung von J. T. Snow, halfen den ersten NL-West-Titel der 1990er Jahre zu gewinnen. Die Florida Marlins beendeten die Saison für die Giants dann jedoch bereits in der ersten Playoffrunde mit 0:3, um letztendlich die World Series zum ersten Mal zu gewinnen.

### Seit 2000 – Downtown-Baseball

#### 2000–2004
Im Jahr 2000 nahmen die Giants Abschied von 40 Jahren Baseball im Candlestick Park, ihrem alten Heim, und zogen in das privat finanzierte Stadion in Stadtnähe, ein lang vorgeschlagener Umzug. Das Stadion hieß zunächst (2000–2003) Pacific Bell Park, von 2003 bis 2006 SBC Park und wurde im Februar 2006 in AT&T Park umbenannt. Es liegt direkt neben dem China Basin (unter Baseballspielern besser bekannt als McCovey Cove) an der Ecke 3rd und King Street (von Giants-Fans liebevoll 24 Willie Mays Plaza) genannt. Trotzdem war der Umzug der Beginn einer neuen Ära für die Giants und ihre Fans. Während die Mannschaft das Stadion besetzte, sahen einige im neuen Stadion eines der baseball-freundlichsten Stadien der MLB.
Der neue Ballpark war öfter ausverkauft als der alte, da er „nur“ 43.000 Plätze hatte, über 10.000 Plätze weniger als der Candlestick Park, der fast 60.000 Sitze hat. Im Jahr 1999 hatte der Candlestick Park seinen Besucherhöhepunkt, als etwa 25.300 Zuschauer im Schnitt pro Spiel zugegen waren. Im AT&T Park waren es im ersten Jahr schon fast 40.500 pro Spiel. Durch die Lage an der Bay waren auch Spiele im Sommer leichter zu ertragen als in anderen Stadien der MLB, da dort immer ein frisches Lüftchen weht. Auch der spektakuläre Blick auf die Bay und auf die Skyline der Stadt tragen zum Erfolg bei.
Die Saison 2000 war für die Giants in der NLDS zu Ende, als man gegen die New York Mets 3:1 unterlag. Im ersten Spiel der Serie, das man gewann, stand Liván Hernández auf dem Mound. 2001 war zwei Spiele vor Saisonende Schluss, als die Giants die Chance auf die Playoffs verspielten. Einen Höhepunkt hatte das Jahr jedoch, Barry Bonds stellte mit 73 Homeruns einen neuen Single-Season-Rekord auf.
2002 wurden die Giants wieder nur Zweiter der NL West, gelangten aber mit einer Wildcard in die Playoffs. In den NLDS wurde die Atlanta Braves mit 3:2 geschlagen, der Titel der National League wurde gegen die St. Louis Cardinals mit 4:1 geholt. In dieser Saison holte Barry Bonds erneut zwei Rekorde mit 198 Walks und einer OBP von 0,582 (mittlerweile wieder von ihm selbst übertroffen). In der World Series 2002 traf man auf die Anaheim Angels. Die Giants führten beim Stand von 3:2 Spielen im 5. Inning des 6. Spiels schon mit 5:0, die Angels kamen jedoch zurück und gewannen Spiel 6 und 7 und somit die World Series. Nach der Saison ging Manager Dusty Baker und wechselte zu den Chicago Cubs.
Nach zwei Jahren auf dem 2. Platz wurde unter neuen Leitung von Felipe Alou 2003 die dritte Saison in San Francisco mit 100 oder mehr Siegen beendet (insg. sieben seit Gründung in New York). Auch wurde die NL West zum dritten Mal in sieben Jahren gewonnen. Das Team lag die ganze Saison immer auf Platz eins (erst das neunte Team, das diesen Erfolg schaffte), doch in der NLDS war gegen die Florida Marlins mit 3:1 das Saisonende erreicht.
2004 verpassten die Giants zum dritten Mal in vier Jahren die Playoffs nur knapp, da man mit zwei Spielen Rückstand auf die Los Angeles Dodgers den 2. Platz belegte. Die Saison endete mit einem Grand Slam Homerun von Steve Finley im entscheidenden Spiel, das die Dodgers zum Divisionssieger machte. Barry Bonds konnte seine eigenen Rekorde nochmals verbessern. Er schloss die Saison mit 232 Walks und einer OBP von 0,609 ab.

#### 2005
Das bisher erfolgloseste Jahr seit dem Umzug ins neue Stadion wurde geprägt von den Verletzungen von Barry Bonds, der die meiste Zeit fehlte. Closer Armando Benítez war vier Monate verletzt, Pitcher Jason Schmidt war in der Saison ebenfalls mehrmals verletzt. Dies war aber auch die Chance für mehrere Nachwuchsspieler um auf sich aufmerksam zu machen, darunter die Pitcher Noah Lowry, Brad Hennessey, Kevin Correia, Scott Munter, Matt Cain und Jeremy Accardo sowie die Outfielder Jason Ellison und Todd Linden. Auch die Verpflichtung von Randy Winn während der Saison war wichtig für das Team. Am 25. Mai 2005 feierte man die Aufnahme von Juan Marichal in die Baseball Hall of Fame. Es wurde eine Statue von Marichal außerhalb des Stadions aufgestellt. Der Präsident der Dominikanischen Republik, Leonel Fernández, war als Gast bei dieser Zeremonie anwesend. In den beiden Spielen, die der Zeremonie folgten, trugen die Giants Trikots mit der Aufschrift Gigantes, dem spanischen Wort für Giants. Am 14. Juli wurde der 10.000. Sieg in der Geschichte der Giants errungen, gegen den langjährigen Rivalen, die Los Angeles Dodgers. Die Giants waren damit das erste Team, das mehr als 10.000 Siege in seiner Geschichte erzielen konnte. Am 28. September war Schluss in Kampf um den Titel der NL West, man unterlag den San Diego Padres, die anschließend auch die Division gewannen. Man beendete die Saison als Dritter mit einem Record von 75:87, dem ersten negativen Wert seit 1996. Trotzdem wurde der Vertrag mit Manager Felipe Alou um ein weiteres Jahr verlängert.

#### 2006
Die Giants erwarteten eine bessere Saison als 2005 und waren auch mit einem guten Roster angetreten. Am 23. Juli war man Erster der NL West. Die Niederlage, die die Giants an diesem Tag gegen die Padres hinnehmen mussten, als Armando Benítez im 9. Inning einen Homerun abgab und man dann im ersten Extrainning verlor, war der Beginn einer Serie, in der die Giants eine nur drei von 19 Spielen gewinnen konnten, mit einer Niederlagenserie von neun Spielen in Folge. Ende August kamen die Giants wieder ins Rennen um den NL-West-Titel und der Wildcard. Barry Bonds fand wieder seine Form nach der Verletzung und der Operation am Knie. Zwischen dem 21. August und dem 23. September gelang ihm ein Batting Average von .400 und 34 Hits bei 85 At-Bats in 27 Spielen.
Die Pitcher der Giants waren zu dieser Zeit mit die besten der National League und mit Mike Stanton hatte man einen sehr guten Closer, der Mitte Juli verpflichtet wurde. Jedoch verlor man in der letzten Auswärtsspielserie acht von neun Spielen, die Pitcher ließen insgesamt 93 Runs zu (während der 19 Spiele im August gab man nur 86 Runs ab), die Giants waren am 25. September „offiziell eliminiert“. Man beendete die Saison mit drei Heimniederlagen gegen die Dodgers, die in San Francisco ihren Playoffplatz sicherten, was natürlich den Giantsfans nicht gefiel (dies passierte zum ersten Mal). Einen Tag nach Ende der Saison erklärte das Management der Giants, man werde den Vertrag mit Felipe Alou nicht verlängern, wolle ihn aber in einer Beraterrolle weiter verpflichten.

#### 2007
Ohne Pitcher Jason Schmidt, der für 15 Millionen US-Dollar pro Jahr zu den Dodgers wechselte, und mit einem neuen Manager, Bruce Bochy, der von den San Diego Padres kam, begann das Unternehmen MLB 2007. Catcher Mike Matheny und Pitcher Tim Worell traten wegen Verletzungsproblemen zurück. Während der Winter-Offseason wurde kräftig ausgerüstet. Die Spieler Barry Bonds, Steve Kline, Ray Durham und Pedro Feliz verlängerten ihre Verträge bei den Giants. Neu zum Kader kamen Ex-Giants Spieler Rich Aurilia, Bengie Molina, Ryan Klesko und Dave Roberts. Doch der spektakulärste Transfer war die Verpflichtung von Pitcher Barry Zito, der für eine Summe von 126 Millionen US-Dollar für sieben Jahre mit einer Option für ein weiteres Jahr von der einen Seite der Bay auf die andere Seite wechselte (von Oakland nach San Francisco). Dies ist der höchstdotierte Pitchervertrag der MLB-Geschichte. Anfang Januar kam Pitcher Russ Ortiz nach San Francisco zurück. Im Jahr 2007 fand das MLB All-Star Game in San Francisco statt, das zweitwichtigste Baseballereignis der Saison, nach der World Series.
Doch neben dem All-Star-Game sollte es in der Saison nur einen weiteren Höhepunkt geben, Barry Bonds’ Homerun-Rekord: Am 7. August 2007 schlug Bonds im Spiel gegen die Washington Nationals seinen 756. Homerun und übertraf Hank Aarons Bestmarke aus dem Jahr 1976. Sonst war es eine enttäuschende Saison, die man mit einer Bilanz von 71:91 Spielen beendete. So schlecht stand man zuletzt Ende der Saison 1996. Als einer der Gründe wurde die Schwäche der Bullpen-Pitcher ausgemacht, die Spiele über die Runde zu bringen. Man verlor 15 von 21 Spielen die in die Extra-Innings gingen. Auch hatte man sich mehr von den Starting-Pitchern erwartet.

#### 2010
In der Saison 2010 konnten die Giants nach teilweise großem Rückstand kurz vor Saisonende die lange führenden San Diego Padres noch abfangen und ihren ersten Divisionstitel seit sieben Jahren erringen. In der Postseason wurde durch einen 3:1-Sieg in der Division Series über die Atlanta Braves und ein 4:2 gegen die Philadelphia Phillies in der Championship Series zum mittlerweile 18. Mal die World Series erreicht. In der Finalserie gewannen die Giants mit 4:1 gegen die Texas Rangers und gewannen so die ersten World Series seit 56 Jahren.

#### 2012

##### Regular Season
Die Regular Season war gekennzeichnet durch einen Kampf mit den Los Angeles Dodgers um den Division-Titel. Während die Giants in der ersten Saisonhälfte größtenteils auf dem zweiten Platz in der West Division verbrachten, konnte Ende Juni erstmals die Tabellenführung erreicht werden, was allerdings auch auf eine Schwächephase der Dodgers zurückzuführen war. Von nun an begann ein Kopf-an-Kopf-Rennen beider Teams um die Tabellenspitze. Nachdem die Giants im August drei aufeinander folgende Auswärtsspiele in Los Angeles gewinnen konnten, gaben sie die Tabellenführung bis zum Ende der Saison nicht mehr ab.
Im Heimspiel gegen die Houston Astros am 13. Juni pitchte Matt Cain das erste Perfect Game in der Geschichte der Giants.
Melky Cabrera wurde MVP des All-Star-Games, nachdem er im ersten Inning einen Hit gegen Justin Verlander und im vierten Inning den spielentscheidenden Home Run erzielte. Im späteren Saisonverlauf wurde Cabrera wegen Drogenkonsums für 50 Spiele gesperrt.
Zur Trade-Deadline wurden noch Hunter Pence von den Phillies und Marco Scutaro von den Colorado Rockies verpflichtet.

##### Postseason

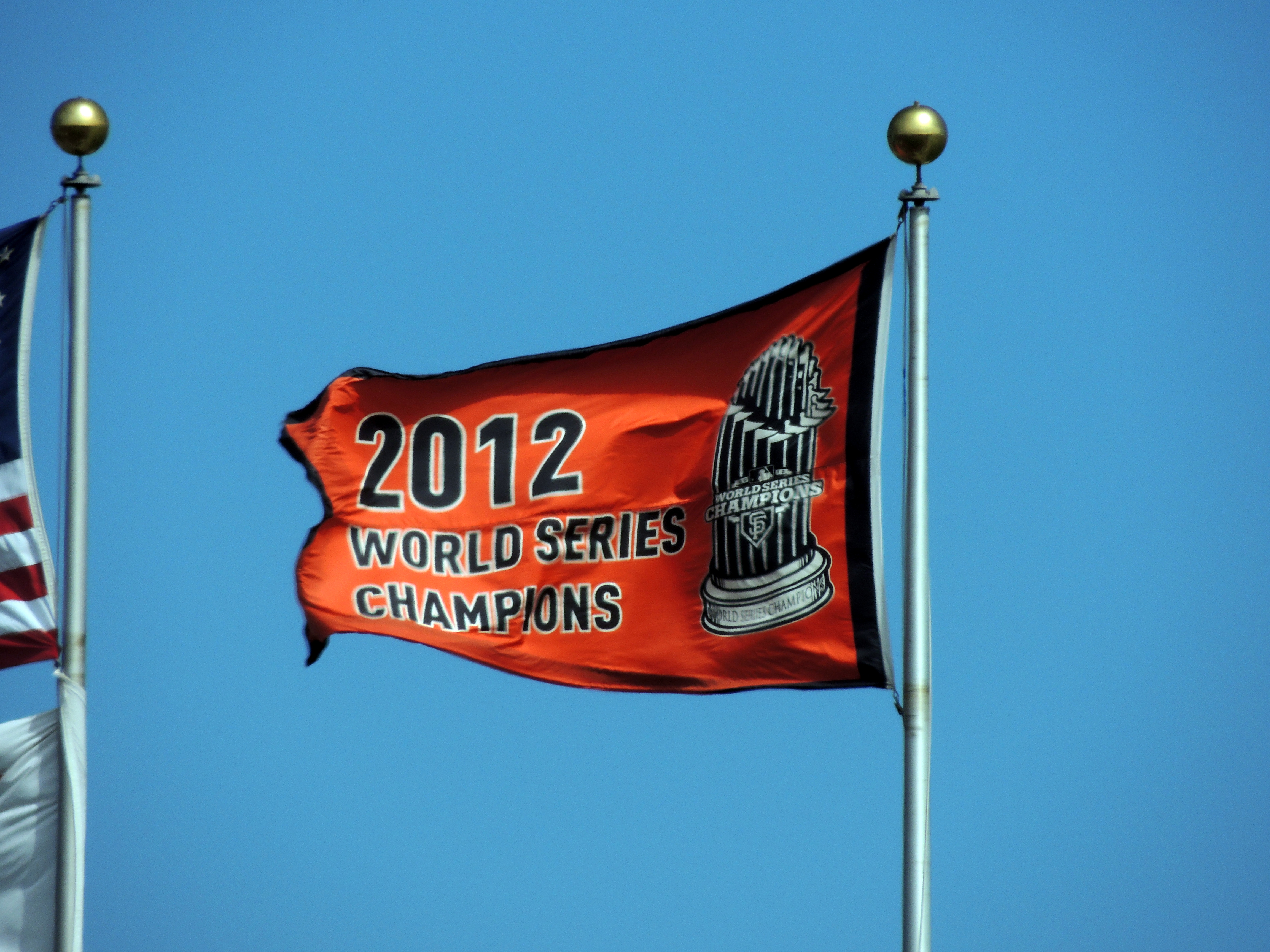
Flagge der World Series Champions 2012 im AT&T Park

In der National League Division Series (NLDS) trafen die Giants auf die Cincinnati Reds, gegen die man im heimischen AT&T-Park mit 2:0 Spielen in Rückstand geriet. Allerdings konnte San Francisco den Rückstand in den folgenden beiden Auswärtsspielen aufholen und ein entscheidendes fünftes Spiel erzwingen, welches auch gewonnen werden konnte. Damit sind die Giants das erste Team überhaupt, welches nach einem 2:0-Rückstand in der NLDS die drei folgenden Auswärtsspiele gewinnen konnte und somit die Serie gewann.
Auch in der Serie um den National-League-Titel gegen St. Louis gerieten die Giants zunächst in Rückstand. Nach vier Spielen stand es 3:1 für die Cardinals. Daraufhin gelang es, wie in der Runde zuvor, drei Spiele in Folge zu gewinnen und die Serie für sich zu entscheiden.
Durch einen Sweep in der World Series gegen die Detroit Tigers konnte der siebente Major-League-Titel der Giants errungen werden. Pablo Sandoval wurde zum MVP der World Series gewählt, nachdem er im ersten Spiel drei Home Runs erzielt hatte.

#### 2013
In der MLB-Saison 2013 konnten die Giants nicht an die Leistungen aus dem Vorjahr anknüpfen und beendeten die Regular Season gemeinsam mit San Diego als geteilter Dritter der NL West. Der Rückstand auf den Divisionssieger L.A. Dodgers betrug am Ende 16 Spiele. Erfolgreichster Offensivakteur der Saison war Right Fielder Hunter Pence, der in der Regular Season 99 RBIs und 27 Homeruns verbuchen konnte, herausragender Pitcher der Giants war Santiago Casilla mit einer Siegquote von fast 78 % und einem ERA von 2,16.

#### 2014

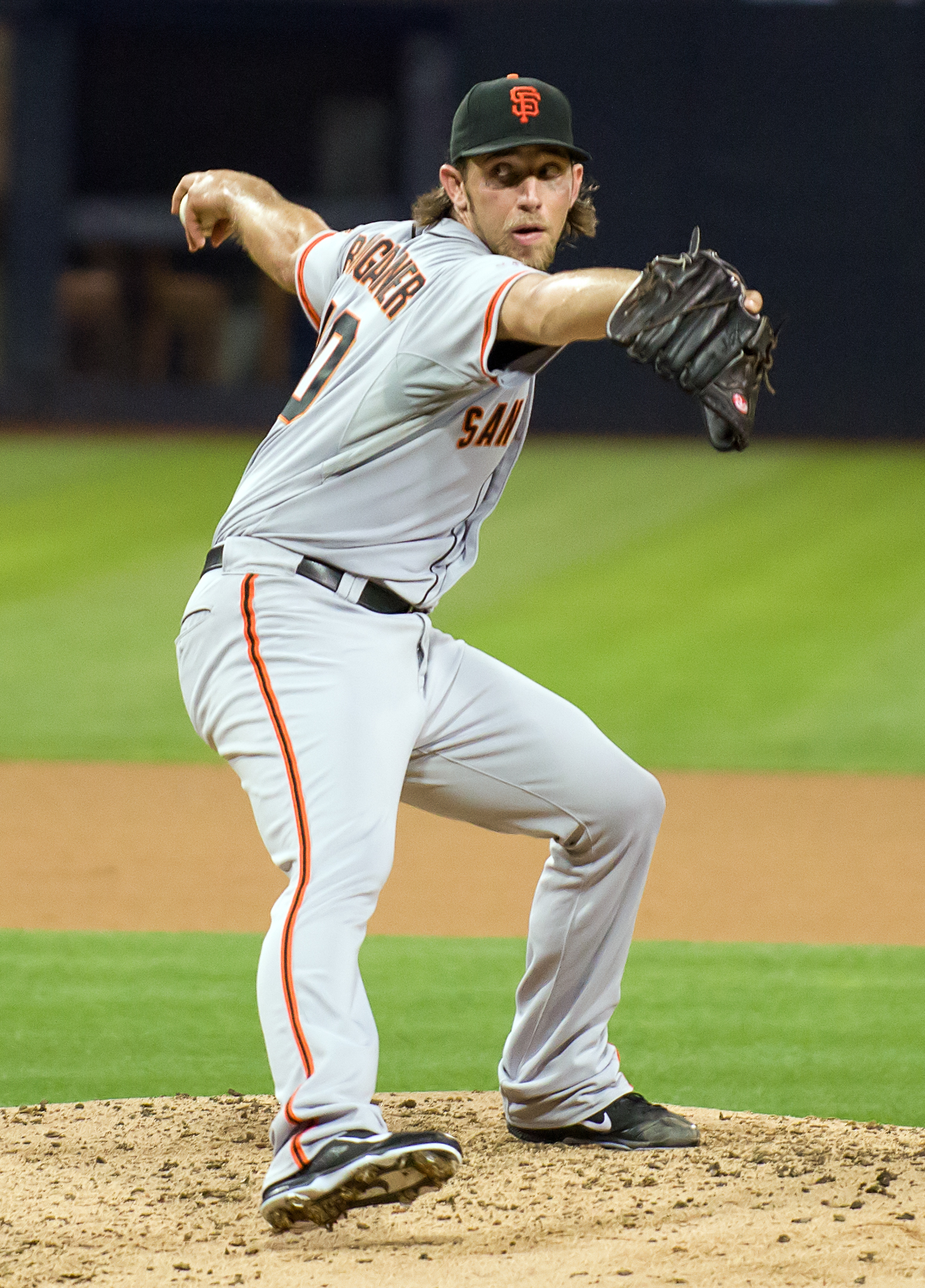
Madison Bumgarner, MVP der World Series 2014

Von Beginn der Spielzeit 2014 an dominierten die Giants ihre Division und hatten zwischenzeitlich schon 9½ Spiele Vorsprung auf die Konkurrenz. Doch in der Mitte der Saison blieben die Erfolge aus und die Dodgers konnten in der Tabelle vorbeiziehen und hatten am Ende der Regular Season 6 Spiele Vorsprung. Die Giants erreichten dank der Wild Card Regelung die Play-offs, obwohl sie weniger als 90 Spiele gewinnen konnten.
Im Wild-Card-Spiel trafen die Giants auf die Pittsburgh Pirates aus der Central Division, die exakt die gleiche Anzahl Siege in der Regular Season aufweisen konnten wie San Francisco. Grundlage des Erfolgs in Pittsburgh war der starke Starting Pitcher der Giants Madison Bumgarner, der alle neun Innings ohne gegnerischen Run durchwerfen konnte. In der Offensive gelangen acht Runs und so gewannen die Giants die Partie deutlich mit 8:0.
In der NLDS 2014 traf das Team auf die Washington Nationals, die die East Division sehr deutlich für sich entschieden hatten und als Favoriten in die Serie gingen. Doch die Giants gewannen gleich die ersten beiden Auswärtsspiele in Washington, Spiel 1 danke des starken Pitchers Jake Peavy mit 3:2 Runs und Spiel 2 in einem Marathonspiel über 18 Innings mit 2:1. Das Spiel dauerte 6 Stunden und 23 Minuten und war sowohl was die Spielzeit als auch was die Anzahl der gespielten Innings angeht das längste Play-off-Spiel der MLB Geschichte. Die Entscheidung im 18. Inning fiel durch einen Solo Home Run von Brandon Belt. Spiel 3, das erste im AT&T Park, gewannen anschließend die Nationals mit 4:1 Runs, bevor die Giants mit einem 3:2-Erfolg in Spiel 4 die Serie für sich entscheiden konnten.
Die NLCS 2014 gegen die St. Louis Cardinals war von sehr ausgeglichenen Spielen geprägt. Alle fünf Spiele endeten mit 3 oder weniger Runs abstand. Die Giants gewannen gleich Spiel 1 auswärts mit 3:0, verloren aber Spiel 2 in St. Louis knapp mit 4:5. Die folgenden drei Partien im heimischen Stadion gewann man alle knapp und setzte sich so nach 5 Spielen mit 4:1 Siegen durch.
Gegner in der World Series 2014 waren die Kansas City Royals, die die American League für sich entscheiden konnten und sich ebenfalls nur durch einen Wild-Card-Platz für die Play-offs qualifiziert hatten. Wie schon in den anderen Runden mussten die Giants zuerst in der Fremde spielen und gewannen erneut Spiel 1. Die Royals konnten durch einen 7:2-Erfolg in Spiel 2 die Serie ausgleichen und dank eines Sieges in San Francisco in Spiel 3 in der Serie in Front gehen. Die Giants glichen durch einen Sieg in Spiel 4 wieder aus und konnten ihrerseits die Serie drehen, indem sie Spiel 5 glatt mit 5:0 für sich entscheiden konnten. In Spiel 6, jetzt wieder in Kansas City, lagen die Giants bereits nach 2 Innings mit 0:7 hinten und verloren deutlich mit 0:10. Im entscheidenden Spiel 7 ging es dann wieder deutlich knapper zu. Nach zwei Innings stand es 2:2 unentschieden, bevor die Giants zu Beginn des vierten Innings auf 3:2 erhöhen konnten. Bis zum Ende der Partie gelang keinem der Teams mehr ein Run und die Giants waren zum achten Mal Sieger der World Series.

#### 2015
Wie schon in den Vorjahren mussten sich die Giants auch in der Saison 2015 in der Division wieder den Dodgers geschlagen geben. 84 Siegen standen am Ende der regulären Saison 78 Niederlagen gegenüber und es fehlten 8 Spiele auf die Dodgers. Auch über die Wild Card Plätze ging es 2015 nicht in die Play-offs für die Giants, da die Cubs und die Pirates aus der Central Division deutlich erfolgreicher waren.

#### 2021
Nach Jahren mit mittelmäßigen Saisonergebnissen stellte das Team mit gewonnenen 107 Spielen einen Rekord des Franchises auf und erreichte die Playoffs. Das Team verlor in der National League Divisional Series gegen den Erzrivalen Los Angeles Dodgers.

### Die Manager der San Francisco Giants
| Jahr            | Manager        |
| --------------- | -------------- |
| 1958–1960, 1976 | Bill Rigney    |
| 1960            | Tom Sheehan    |
| 1961–1964       | Alvin Dark     |
| 1965–1968       | Herman Franks  |
| 1969–1970       | Clyde King     |
| 1970–1974       | Charlie Fox    |
| 1974–1975       | Wes Westrum    |
| 1977–1979       | Joe Altobelli  |
| 1979–1980       | Dave Bristol   |
| 1981–1984       | Frank Robinson |
| 1984            | Danny Ozark    |
| 1985            | Jim Davenport  |
| 1985–1992       | Roger Craig    |
| 1993–2002       | Dusty Baker    |
| 2003–2006       | Felipe Alou    |
| 2007–2019       | Bruce Bochy    |
| seit 2020       | Gabe Kapler    |

## Rivalitäten

### Giants – Dodgers
Die historische Rivalität zwischen den Giants und den Los Angeles Dodgers besteht, seitdem beide in der National League in New York (die Giants in den Polo Grounds in Manhattan, die Dodgers im Ebbets Field in Brooklyn) zuhause waren. Beide Teams wurden im 19. Jahrhundert gegründet und zogen zusammen im Jahr 1958 nach Kalifornien, wo beide ihre Rivalität in der neuen Heimat weiterführten, denn die beiden Westküsten-Städte waren bereits Rivalen, in Bezug auf Wirtschaftlichkeit, Kultur und Politik. Ein Giantsfan hat während der Saison zwei Fragen: „Did the Giants win?“ und „Did the Dodgers lose?“. Wenn er beide Fragen mit „ja“ beantwortet bekommt, ist er glücklich. Obwohl um die Rivalität zwischen den Boston Red Sox und den New York Yankees das meiste Aufsehen gemacht wird, ist die Dodgers-Giants-Rivalität doch die älteste, meistgenannte und umkämpfteste im Baseball. Die Giants haben bisher acht World-Series-Titel, die Dodgers ebenfalls, zuletzt 2024. Auch haben die Giants insgesamt mehr Siege, allerdings haben die Dodgers in der National League West 12 Mal häufiger gewonnen. Mit dem System der Free Agents 1970 wechselten viele Spieler zwischen den Teams hin und her, zuletzt Jason Schmidt (2007), Juan Uribe (2011), Brian Wilson (2013) und Blake Snell (2025) von SF nach LA.

### Giants – Athletics
Die Oakland Athletics kommen ursprünglich aus Philadelphia, die Giants aus New York, außerdem spielen die Teams in unterschiedlichen Ligen. Sie standen sich jedoch in drei World Series gegenüber (1905, 1911, 1913). Die eigentliche Rivalität begann erst, als die A’s 1968 nach Oakland umzogen. Sie war beschränkt auf Diskussionen unter den Fans und Freundschaftsspiele, bis die beiden Mannschaften 1989 erneut in der World Series (in den Battles of the Bay) aufeinandertrafen. Die Serie, die von einem Erdbeben unterbrochen wurde, ging klar mit 4:0 an Oakland. Seit 1997 treffen die beiden Teams jedoch aufgrund der Interleague Games zweimal jährlich aufeinander, was die Rivalität, die bisher hauptsächlich außerhalb des Feldes stattfand, weiter anhalten lässt. Die Spiele zwischen den Giants und den A’s werden als Bay Bridge Series bezeichnet, so benannt nach der San Francisco-Oakland Bay Bridge, die die beiden Städte miteinander verbindet.

### Giants – Padres
Die Rivalität der beiden Teams entstand erst Anfang des 21. Jahrhunderts. Das Team der Padres, die es erst seit 1969 gibt, ist jedes Jahr auch ein Anwärter auf den Titel der NL West, 2005 und 2006 konnten sie ihn gewinnen. 2007 verpflichteten die Giants sieben ehemalige Padres-Spieler und -Manager (Rich Aurilia, Ryan Klesko, Dave Roberts, Tim Flannery, Mark Sweeney und Bruce Bochy).

## Fernsehübertragung
Die Spiele der San Francisco Giants werden vom lokalen Fernsehsender KTVU, der dem FOX-Network angeschlossen ist, sowie dem nationalen Sportkanal Fox Sports Net übertragen.

## Mitglieder der Baseball Hall of Fame
Anmerkung: Derzeit haben die Giants die meisten Spieler in der Hall of Fame.

## Nicht mehr vergebene Nummern
- — John McGraw, 3rd Base, 1902–1906; Manager 1902–1932 (alle NY, bevor es Trikotnummern gab)
- — Christy Mathewson, Pitcher, 1900–1916 (alle NY) 1
- 3 Bill Terry, 1st Base, 1923–1936; Manager, 1932–1941 (alle NY)
- 4 Mel Ott, Rightfield, 1926–1947; Manager, 1932–1941 (alle NY)
- 11 Carl Hubbell, Pitcher, 1928–1943 (der erste National-League-Spieler, dessen Nummer pensioniert wurde 1944)
- 20 Monte Irvin, Leftfield, 1949–1955
- 24 Willie Mays, Centerfield, 1951–1972, (1951–1952, 1954–1957 NY, 1952–1953 Koreakrieg, 1958–1972 in SF)
- 25 Barry Bonds, Leftfield, 1993–2007
- 27 Juan Marichal, Pitcher, 1960–1973
- 30 Orlando Cepeda, 1st Base, 1958–1966
- 36 Gaylord Perry, Pitcher, 1962–1971
- 44 Willie McCovey, 1st Base/Outfield, 1959–1973, 1977–19800
- 42 Jackie Robinson (bei allen Teams, erster schwarzer Spieler in der MLB)

1 Zu seinen Ehren wurde ein nummernloses Trikot pensioniert.
Als Rundfunksprecher:
- Lon Simmons, 1958–1973, 1976–1978, 1996–2002, 2006.
- Russ Hodges, 1949–1970

Für Sprecher wird kein Trikot außer Dienst gestellt, sie werden stattdessen mit einem Mikrofon im alten Stil geehrt.

## Minor-League-Teams der San Francisco Giants
Zum Franchise der Giants gehören folgende Minor-League-Teams:
- AAA: Sacramento River Cats, AAA-West-League, West Sacramento, Kalifornien
- AA: Richmond Flying Squirrels, AA-Northeast-League, Richmond, Virginia
- High-A: Eugene Emeralds, High-A-West-League, Eugene, Oregon
- Low-A: San Jose Giants, Low-A-West-League, San José, Kalifornien
- Rookie: AZL Giants Orange & AZL Giants Black, Arizona League, Scottsdale, Arizona sowie DSL Giants 1 & DSL Giants 2, Dominican Summer League, Boca Chica, Santo Domingo